# Hellmayrea gularis
A Hellmayrea gularis a madarak (Aves) osztályának verébalakúak (Passeriformes) rendjébe és a fazekasmadár-félék (Furnariidae) családjába tartozó Hellmayrea nem egyetlen faja.

## Rendszerezése
A fajt Frédéric de Lafresnaye francia ornitológus írta le 1843-ban, a Synnalaxis nembe Synnalaxis gularis néven.

## Alfajai
- Hellmayrea gularis brunneidorsalis Phelps, Sr. & Phelps, Jr., 1953
- Hellmayrea gularis cinereiventris (Chapman, 1912)
- Hellmayrea gularis gularis (Lafresnaye, 1843)
- Hellmayrea gularis rufiventris (Berlepsch & Stolzmann, 1896)[2]

## Előfordulása
Dél-Amerika északnyugati részén, Ecuador, Kolumbia, Peru és Venezuela területén honos. Természetes élőhelyei a Természetes élőhelyei a szubtrópusi és trópusi hegyi esőerdők és magaslati cserjések.

## Megjelenése
Testhossza 13 centiméter, testtömege 11-15 gramm.

## Természetvédelmi helyzete
Az elterjedési területe nagyon nagy, egyedszáma pedig stabil. A Természetvédelmi Világszövetség Vörös listáján nem fenyegetett fajként szerepel.